# 高砂市民プール
高砂市民プール（たかさごしみんプール）は、兵庫県高砂市にあるプール。高砂市「市公共施設全体最適化計画（素案）」では2023年度に廃止されることになっていたが、2025年度まで延長となった。

## 施設概要
- 施設敷地面積：約8300m2
- 50m公認プール
- ファミリープール
- 幼児プール
- ナイター設備あり
- 幼児特設プール 但し平日のみ

### スライダー
- スラロームスライダー
- ストレートスライダー
- 幅広スライダー
- アニマルスライダー

### その他施設
- 更衣室 更衣ブース シャワーブース トイレ
- プールサイド休憩ゾーン（日除屋根とベンチが設置されて軽食などは可能）
- 救護室（ベット2台 各応急対応可能）
- 売店（パン・ジュースやアイスクリームなど他にも水着・ゴーグル・水中オムツ・浮き輪各種などの販売）

度付ゴーグル・ドライヤーなど無料レンタルができる。

## 入場料
- 一般 （高校生以上）：500円
- 小人（中学生以下）：200円

また回数券もあり11枚綴となっていて 一般（高校生以上）：5,000円
小人（中学生以下）：2,000円
- 他にもフリーパスがあり 一般（高校生以上）：5,000円
- 小人（中学生以下）：2,000円
- また団体利用（20名以上）の場合 一般（高校生以上）：450円
- （中学生以下）：180円である。

## 所在地
〒676-0023 兵庫県高砂市高砂町松波町440番地3丁目

## 交通アクセス
- 山陽電気鉄道荒井駅徒歩15分または高砂駅徒歩20分
- 自動車で来場する場合は加古川バイパス「加古川西」より南へ約15分 または明姫幹線からは「古新」交差点より南へ7分である。なお高砂市民プールの駐車場は無料である。